# Baskoentsjakmeer
Het Baskoentsjakmeer (Russisch: озеро Баскунчак) is een zoutmeer op het Kaspisch Laagland in het district Achtoebinski van de oblast Astrachan in het zuidoosten van Rusland, op ongeveer 270 kilometer ten noorden van de Kaspische Zee en 53 kilometer ten oosten van de rivier de Wolga. Naast het meer liggen de nederzettingen met stedelijk karakter Verchni Baskoentsjak en Nizjni Basjkoentsjak.
Het oppervlak van het meer ligt op 21,6 meter onder zeeniveau. Het meer betrekt zijn water van de rivier de Gorkaja, die een stroomgebied van 11.000 km² heeft en door nog 25 andere waterbronnen. Het zoutgehalte van het meer bedraagt ongeveer 300g/l. Het zout bevindt zich tot 10 tot 18 meter diep. Door de winning van het zout zijn scheuren in de ondergrond van het meer ontstaan, die doorlopen tot een diepte van 8 meter. In het voorjaar en najaar bereikt het meer zijn grootste diepte van 1 meter. In het meer komen alleen bacteriën voor die zout kunnen verdragen.
Het zout werd reeds in de 8e eeuw gewonnen en vervoerd via de Zijderoute. Het meer werd voor het eerst vermeld in het boek Kniga Bolsjomoje Tsjertezjoje uit 1627, de eerste geografische beschrijving van Rusland, waarin het staat vermeld als een plaats "waar ze zout puur als ijs breken". Tegenwoordig wordt het zout, met een puurheid van 99,8% NaCl, gewonnen door het bedrijf Bassol en is het goed voor 80% van de zoutproductie van Rusland. Naargelang de vraag wordt er 1,5 tot 5 miljoen ton zout per jaar gewonnen. Voor het afvoeren van het zout werd in de 19e eeuw de Baskoentsjakspoorlijn aangelegd.
Aan de kust van het meer bevindt zich klei die wordt gebruikt voor kuuroorden. In juli en augustus is het meer populair bij toeristen, die op het zoute water willen drijven.
Op de zuidelijke oever van het meer bevindt zich de heuvel Grote Bogdo, de enige verhoging op het Kaspisch Laagland. De voet bevindt zich op 2 tot 10 meter onder zeeniveau en de top bevindt zich op een hoogte van ongeveer 130 meter. De hoogte van de heuvel stijgt elk jaar met ongeveer een millimeter doordat de zoutkoepel, die tot 6 kilometer onder de grond doorloopt, zich uitpuilt. In de heuvel bevinden zich vele dolinen en karstgrotten, met een lengte tot 1,5 kilometer (Baskoentsjakgrot). Dit is verder de enige plaats in Europa waar sedimentair gesteente uit het Trias, die rijk zijn aan overblijfselen van skeletten, aan de oppervlakte komt. De berg vormt een heilige plaats voor de lokale Kalmukse bevolking.
Sinds 1997 vormen het meer en de berg onderdeel van het strikte natuurreservaat Zapovednik Bogdinsko-Baskoentsjakski, dat een oppervlakte heeft van 185,246 km².